# Руфолф (Липе-Браке)
Рудолф фон Липе-Браке (на немски: Rudolph von Lippe-Brake) от фамилията Дом Липе е от 1692 г. граф на Липе-Браке.

## Биография
Роден е на 10 май 1664 година в дворец Браке. Той е най-възрастният син на граф Казимир фон Липе-Браке (1627 – 1700) и съпругата му графиня Амалия фон Сайн-Витгенщайн-Хомбург (1641 – 1685), дъщеря на граф Ернст фон Сайн-Витгенщайн-Хомбург. Внук е на граф Ото фон Липе-Браке († 1657).
През 1692 г. неговият баща му предава управлението. Рудолф умира на 27 октомври 1707 година в дворец Браке на 43-годишна възраст. Наследен е през 1707 г. от братовчед му Лудвиг Фердинанд (1680 – 1709), син на чичо му Фридрих (1638 – 1684).

## Фамилия
Рудолф се жени на 4 ноември/ 17 декември 1691 г. в Клайнерн за графиня Доротея Елизабет фон Валдек-Вилдунген (* 6 юли 1661, Валдек; † 23 юли 1702, Браке), дъщеря на граф Кристиан Лудвиг фон Валдек. Преди това съпругата му е абатиса на манастир Шаакен. Те имат една дъщеря:
- Шарлота Амалия (* 9 ноември 1692; † 1703), абатиса на манастир Шаакен 1703